# WinZip
WinZip este un arhivator shareware pentru Windows, OS X, iOS și Android, dezvoltat de WinZip Computing (fosta Nico Mak Computing). Implicit, WinZip creează arhive în formatul de fișiere Zip, dar poate suporta la diferite nivele și alte formate de arhive.